# Socken

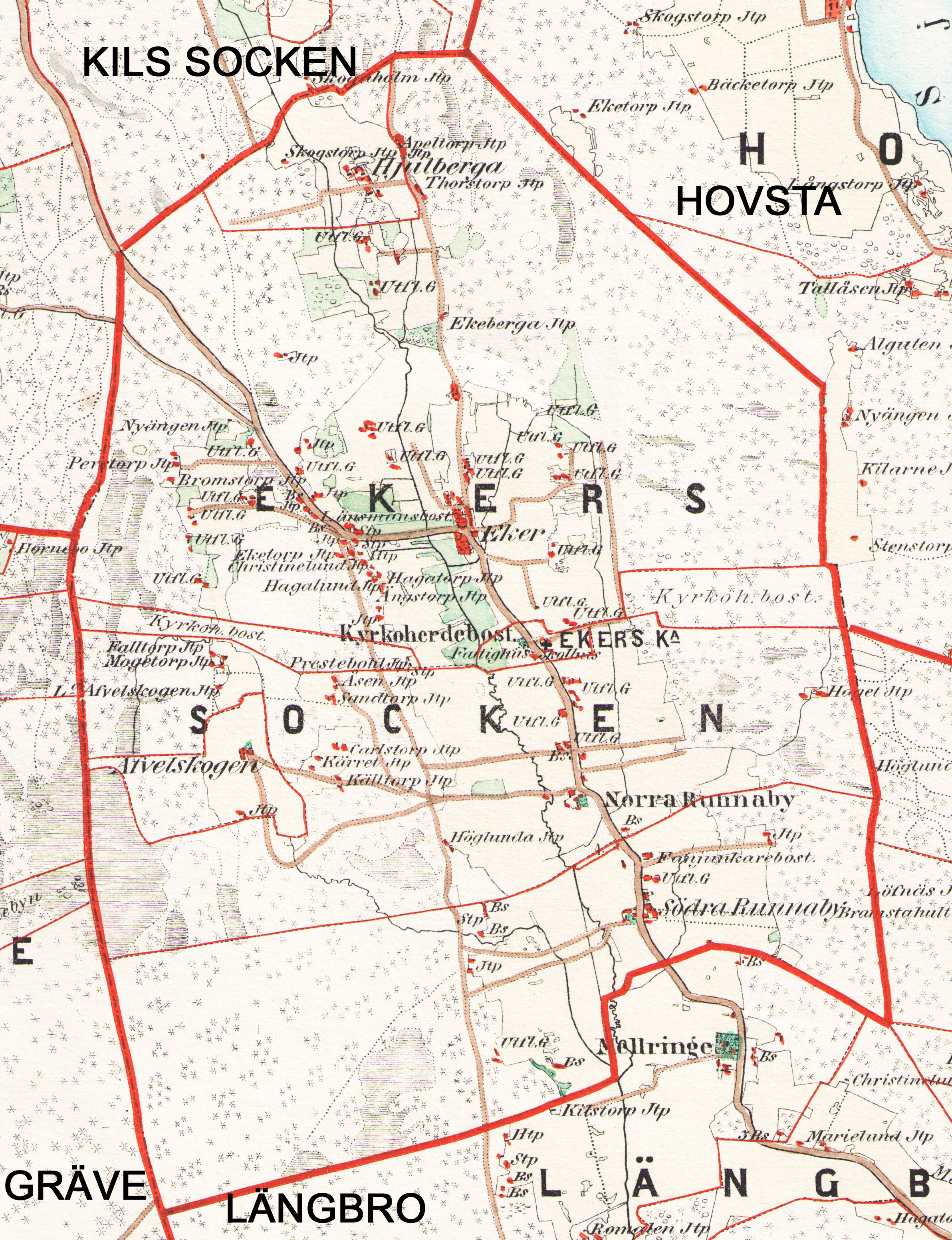
Ekers socken i Närke på en karta över Örebro härad.

Socken (uttal på standardsvenska [ˈsʊ̌kːɛn] eller [ˈsɔ̌kːɛn], kognater på danska sogn, bokmål sogn eller sokn, nynorska sokn) är en administrativ enhet som bildades i Norden vid kristendomens införande som det område där de boende försörjde och tillhörde en församling med dess präst, kyrka, prästgård och kyrkogård. Socknar var territoriella enheter som enbart fanns på landsbygden då städernas församlingar fungerade utan socken. Socknarna styrdes av en menighet, i Sverige och Finland benämnd sockenstämma, där prästen som var ordförande och de i socknen som betalade grundskatt ingick. 
De borgerliga ärendena som hanterats inom socknen/sockenstämman kom under mitten av 1800-talet att brytas ut till särskilda administrativa enheter, i Norge kallade herredskommune/landskommune efter 1837 års formannskapslagar, , i Sverige kallade landskommuner efter  1862 års förordning, i Finland kallade kommuner från 1865, i Danmark kallade sognekommun/landskommun efter 1867 ås landskommunlag. I Finland och Sverige avvecklades samtidigt begreppet socken för frågor som hör ihop med kyrkans administrativa områden, som i stället enbart kallades församling, medan i Norge (kyrk-)sokn begreppet behållits för den kyrkliga enheten och i Danmark (Folkekirkens) sogn.  
På 1500-talet infördes även socknen i Sverige (med Finland) som enhet för fastighetsredovisningen (jordebokssocken, senare jordregistersocken). Kyrksocknen och jordebokssocknen hade i princip samma yta, men eftersom de hade olika funktion kom de ibland att uppvisa olikheter, men de harmoniserades i Sverige från 1882 fram till 1950-talet. I Finland avskaffades jordebok genom lag 1953, medan jordregistersocken i Sverige fortsatte att användas fram till dess att fastighetsdatareformen genomfördes åren 1976–1995.
Socknar har för områden på landsbygden, även efter kommunreformerna på 1860-talet, fortsatt utgöra grunden för senare lokal kyrklig och politisk indelning

## Etymologi
Ordet sokn fanns i de germanska språken före kristendomens införande. Det är ett substantiv som avletts från verbet ”söka” och som ursprungligen betydde ”sökande”. Traditionellt har man översatt ordet med "folk som söker sig till samma kyrka", men den direkta kopplingen är osäker. Ordet fanns även i fornengelskan och betecknade där ett territoriellt, privat rättsdistrikt, och det är möjligt att sokn i betydelsen kyrklig församling kommit till de nordiska länderna från Danelagen genom engelska kyrkomän.
"Socken" används huvudsakligen om förhållandena i nordiska länderna. Enstaka forskare har dock använt ordet "socken" även om tidiga kristna församlingar i andra europeiska länder.

## Socknarna i Norden

### Kyrksocknarnas uppkomst
Ett tänkbart förlopp för uppkomsten av kyrksocknar i Norden har skisserats av språkvetaren Stefan Brink. I det äldsta missionsskedet, som pågick under 900- och 1000-talen, byggde stormän i södra såväl som norra Skandinavien, och på Island gårdskyrkor på privat initiativ på sina gårdar. Troligen åtföljdes detta inte av någon egentlig kyrklig indelning. Mot slutet av 1000-talet och under 1100-talet utövades därefter en mer aktiv kyrklig ledning, vilket bland annat yttrade sig i upprättandet av stift. Under denna period byggde kungar "maktkyrkor" på strategiskt viktiga kronogods i Tröndelag i Norge liksom antagligen i delar av Sverige (exempelvis Östergötlands, Hälsinglands och Gotlands kungsgårdar). Först därefter skedde en verklig sockenbildning, som till stor del var kopplad till att kyrkan genom stiften införde tiondeinstitutionen i församlingarna. Sockenbildningen skedde alltså först när bygden redan var kristen. Den kan därför sägas markera missionstidens definitiva slut och bygdens inlemmande i en europeisk kristen kultur i både andligt och världsligt avseende.
Kring de centralt belägna sockenkyrkorna förlades kyrkogårdar som var gemensamma för bygden, och gårdarnas egna begravningsplatser övergavs. Exempelvis övergavs Skelettåkern i Ångermanland på 1200-talet, som sannolikt låg kring en gårdskyrka där kristet gravskick hade tillämpats sedan kring år 1000.

#### Danmark
Sockenbildningen i Danmark tycks ha skett under en relativt kort tidsperiod. Redan Adam av Bremen, som var verksam på 1000-talet, uppger att Danmark var indelat i ett mycket stort antal socknar. Av kyrkolagarna för Själland och Skåne från omkring 1170 framgår att det då fanns en fullt utvecklad sockeninstitution. Med några få undantag utgjorde kyrksocknar samtidigt också självständiga sockenkommuner, fram till kommunreformen 1970, även om några kommuner bestod av två eller tre församlingar. Än i dag följer landsbygdens kommungränser och skoldistrikt de gamla sockengränserna.

#### Finland
I Finland tycks socknarna ha bildats utifrån förkristna pitäjä eller stamsocknar, ett slags skattedistrikt som även låg till grund för tingslagen. En central roll i pitäjä spelade antagligen den gemensamma offerplatsen, hiisi. I det medeltida Finland fanns två slag av församlingar, kyrksocknar och kapell. Kyrksocknen var en självständig församling med egen kyrkoherde och i större församlingar också en kapellan. Kapellet var en osjälvständig enhet under kyrksocknen med ett eget område och kyrkobyggnad, men saknade präst. Därtill fanns sjöfararkapell, gårdskapell och slottskapell, som saknade egentlig församling. De första församlingarna i Finland tillkom genom lokala initiativ. Först då Åbo stift och dess förvaltning hade stabiliserats skapades ett i hela landet täckande system av kyrksocknar. För den första tidens församlingar finns två olika teorier. Johan Reinhold Aspelin ansåg, att de äldsta församlingarna var stora och grundade sig på de hedniska stamsocknarna. Senare delades dessa i de egentliga kyrksocknarna. Juhani Rinne däremot menade, att de första församlingarna var mycket små och förenades senare till de kyrksocknar vi känner från hög- och senmedeltid. Aspelins tankegång har omfattats av de flesta forskare, men nyare tiders arkeologiska fynd har väckt intresse för Rinnes teori (t.ex. Ravattula kyrka, Korois biskopskyrka). Stora kyrksocknar delades, så att man grundade kapell i avlägsna delar, och om befolkningsökningen var stor kunde de bli självständiga kyrksocknar. Alla kapell blev inte bestående och en del kyrksocknar grundades utan att ha börjat som kapell. Tidsmässigt skedde organisationen av församlingar, så att Egentliga Finland ordnades under biskop Tomas tid på 1220- och 1230-talet. I Tavastland skedde uppdelningen kring 1200-talets mitt. I övriga Finland genomfördes sockenindelningen före 1200-talets slut eller möjligen redan vid 1200-talets mitt. I Tavastland, Övre Satakunta och Österbotten grundades de äldsta föramlingarna samtidigt som kyrksocknarna inrättades. Åtminstone i Egentliga Finland, på Åland och eventuellt i andra kusttrakter har de äldsta församlingarna tillkommit före kyrksocknen.

#### Norge

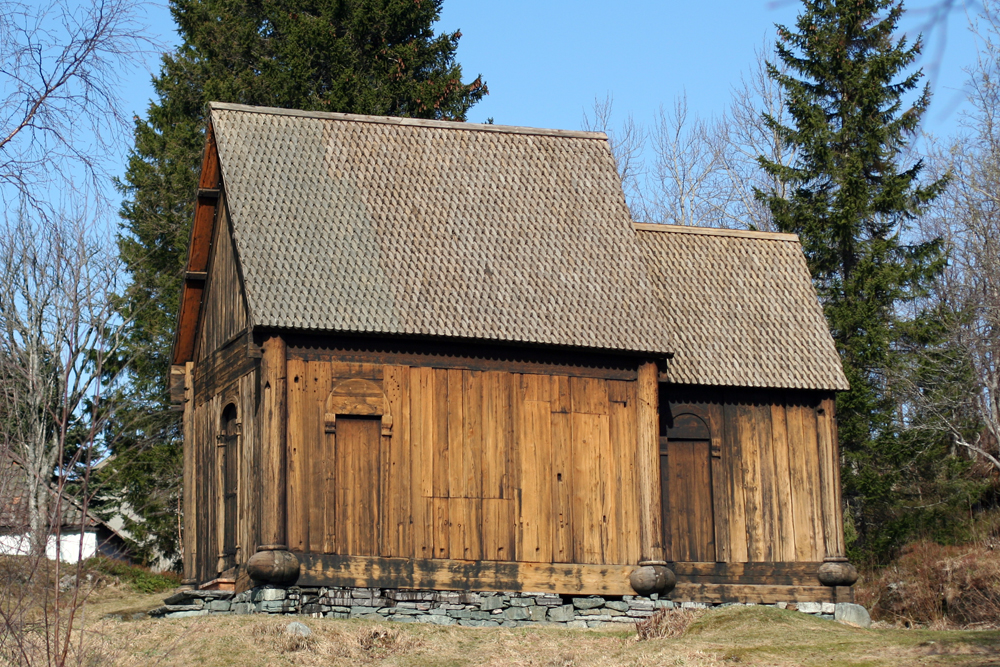
Haltdalens stavkyrka i Tröndelag dateras till 1170.

Norges kristnade organiserades i hög grad upp av en stark kungamakt. Kungarna fick stort inflytande på den kyrkliga organisationens uppbyggnad. Olav Tryggvason (ca 968–1000) byggde kyrkor i kustlandet, medan Olav Haraldsson (995–1030) såg till att en huvudkyrka byggdes i varje fylke och sörjde för prästernas underhåll. Efterhand tillkom församlingskyrkor inom fylkenas underavdelningar. Det förekom också att stormän på sina gårdar uppförde egna ”bekvämlighetskyrkor”. På detta sätt fick Norge ett system av offentliga och privata kyrkor med olika rang, fastställd i lagarna. Förebilden till detta system kan ha funnits i England, som missionsarbetet till stor del utgick ifrån. Där fanns redan en organisation med kyrkor av olika rang, från katedralkyrkor till vanliga sockenkyrkor och privatkapell.
Med 1837 års formannskapslagarna bildades separata herradskommune (landskommun) för de borgerliga frågorna utifrån soknstrukturen, medan begreppet sokn behölls som namn för de bestående primära enheterna inom Norska kyrkan, det vill säga församlingen. 

#### Sverige

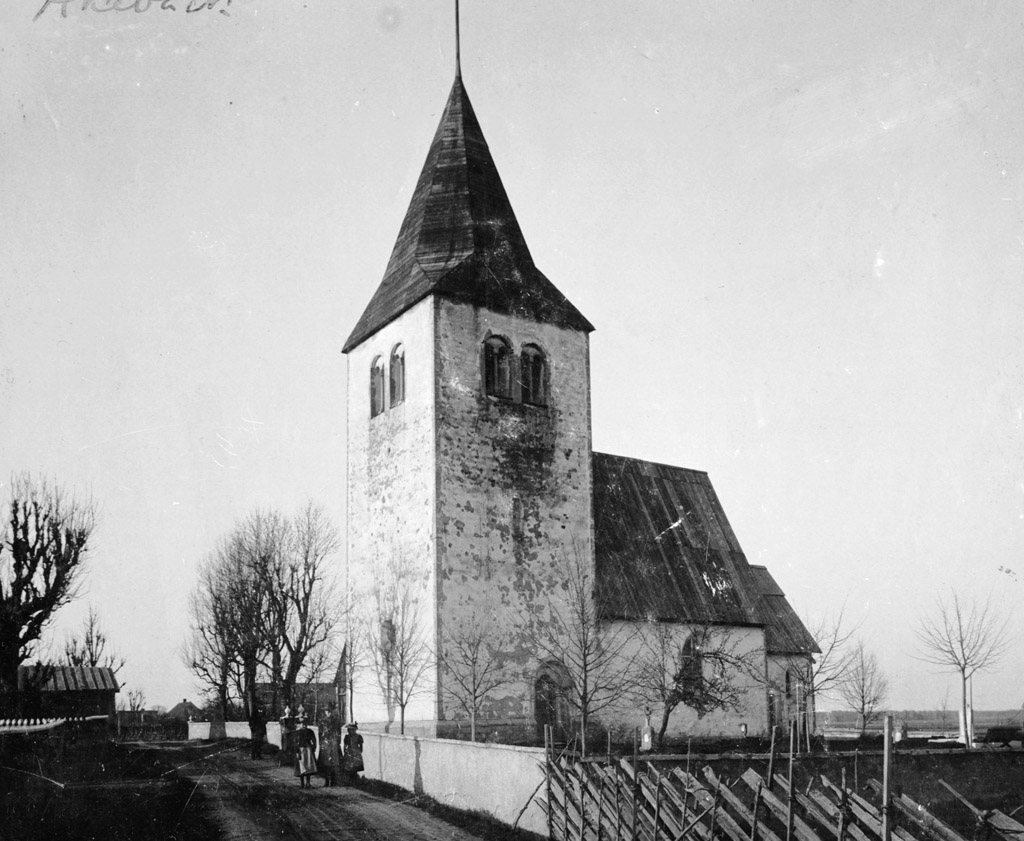
Akebäcks kyrka på Gotland började uppföras i slutet av 1100-talet. Den var följaktligen under danskt herravälde under större delen av sin tid, fram till freden i Brömsebro.

Huruvida även de svenska kyrksocknarna har sitt ursprung i en förkristen indelning har diskuterats av ett stort antal forskare. Dessa diskussioner har sammanfattats av bland andra Stefan Brink och John Kraft. Båda drar slutsatsen att sockenbildningen gått till på olika sätt i olika landskap, men att det generellt sett inte går att hävda att socknarna skulle ha förkristet ursprung.
Stefan Brink menar att sockenbildningen i Götaland skedde genom att bönder knöts till ett redan befintligt bestånd av kyrkor för att bilda bärkraftiga enheter. Socknarna bestod av en grupp av människor, utan hänsyn till någon äldre territoriell indelning. Ölands och Gotlands socknar tillkom troligen under 1100-talet, medan sockenbildningen i Östergötland och Västergötland tycks ha ägt rum under perioden 1150–1250. I Svealand kan förhållandena ha varit likartade, men kyrkan torde också i viss utsträckning ha anpassat sig till den ledungsindelning som redan fanns genom att indela socknarna i kontrakt som följde den gamla ledungsindelningen. I Svealands centrala delar verkar sockenbildningen ha börjat under 1100-talet och slutförts under 1200-talet. De äldsta norrländska socknarna, upp till Umeå och Bygdeå, finns förtecknade i 1314 års Sexårsgärd. De tillkom antagligen under perioden 1150-1300, utifrån geografiskt sammanhållna bygder som älvdalarna, och sockenkyrkorna förlades nära kungsgårdar, gravplatser och offerplatser.
John Kraft har lagt större betoning vid sockenindelningens samband med det förkristna ledungssystemets indelning i hundare och skeppslag, senare härad. Han har landskap för landskap redovisat hur detta samband skulle kunnat se ut. Det är emellertid inte självklart på vilket sätt ett sådant samband skulle ha sett ut, eftersom både hundare och skeppslag var en mer vittomfattande indelning än vad socknarna blev.
I Sverige fick socknen och dess invånare en självständighet av ett slag som var okänd i den kanoniska rätten. I landskapslagarnas kyrkobalkar är prästen och sockenborna två parter med ömsesidiga rättigheter och skyldigheter. Se exempelvis Västgötalagen.
Det innebar att socknen tidigt fick funktioner som grundades i ett gemensamt ansvarstagande för församlingens väl och ve på flera olika sätt. På Gotland dömde till exempel sockenmännen själva i vissa mål. Det utvecklades tidigt sockenstämmor. Kyrksocknarnas organisering av ett gemensamt ansvarstagande i bygden kan därmed sägas vara ursprunget till den civila lokalförvaltningen i Sverige, den som numera utövas inom ramen för kommunerna.
Samtliga svenska socknar var sedan 1682 i sin tur administrativt uppdelade i rotar. Bönderna i en rote hade gemensamt ansvar för olika uppgifter, exempelvis rotering (vid soldatrote, båtsmansrote eller ryttarrote), fattigvård (vid fattigrote), årliga husförhör (vid husförsrote), med mera.

### Kyrksockenindelningens fortsatta utveckling i Sverige
I södra och mellersta Sverige fastlades kyrksockenindelningen tidigt och genomgick inte några genomgripande förändringar förrän mot slutet av 1900-talet. I skogsbygderna tillkom dock här och var kapell, vilka så småningom kunde avskiljas till egna församlingar och betraktas som socknar. I särskilt stor omfattning skedde detta i Norrland och Finland.
En studie av sockenindelningen i några olika delar av Sverige har åskådliggjort dessa skillnader. På Öland och Gotland skedde knappast några förändringar alls under perioden 1686–1862. Inom det område som nu utgör Västerbottens och Norrbottens län fördubblades däremot antalet socknar under samma period. En hel del socknar i övre Norrland omfattade trots detta även fortsättningsvis mycket stora områden, varför en mängd delningar ägde rum även efter 1862. Delar av södra Sverige, exempelvis norra Blekinge, har haft en utveckling som liknat den norrländska. Utvecklingen i Övre Norrland åskådliggörs i kartserien nedan.

Sockenutvecklingen i nuvarande Västerbottens och Norrbottens län fram till 1910
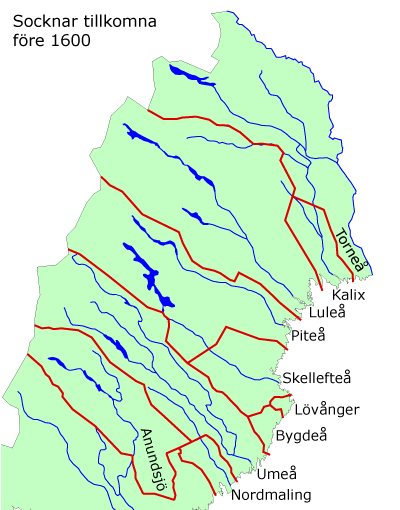
Socknar tillkomna före 1600. Anundsjö i Västernorrlands län har medtagits, eftersom Åsele lappmark låg under denna socken. Torneå socken sträckte sig in i nuvarande Finland (vilket inte framgår av kartan).
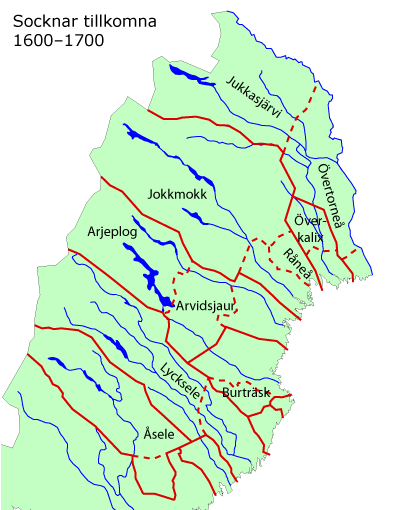
Socknar tillkomna 1600–1700. Socknarna längst upp i nordost sträckte sig in i nuvarande Finland (vilket inte framgår av kartan).
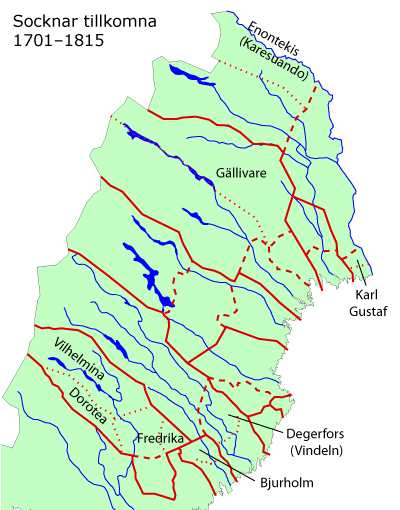
Socknar tillkomna 1701–1815. Fram till 1809 sträckte sig socknarna i nordost in i nuvarande Finland (vilket inte framgår av kartan).
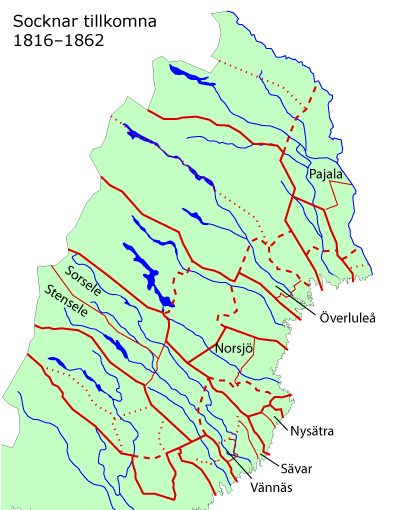
Socknar tillkomna 1816–1862.
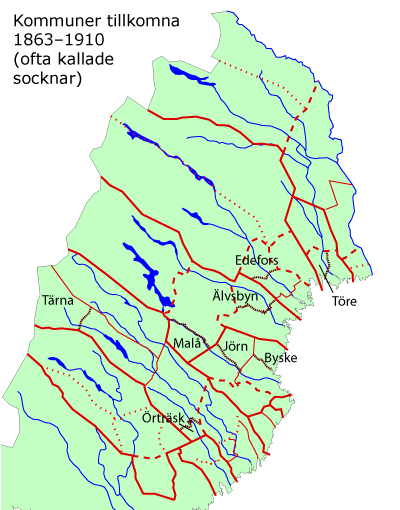
Församlingar och landskommuner (ofta kallade socknar) tillkomna 1863–1910.

### Kyrksocknar och kommuner i Sverige
Genom 1862 års kommunalförordningar, som trädde i kraft den 1 januari 1863, ersattes kyrksocknarna, som styrdes av sockenstämman, av två nyskapade förvaltningsorgan för samma geografiska enhet: den kyrkliga kommunen (församlingen) och den borgerliga landskommunen (kommunen). Deras högsta beslutade organ var alltjämt sockenstämman, men nu dubblerad som kyrkostämma respektive kommunalstämma.
I den sammanhållna kyrksocknen var alla gemensamma frågor församlingens sak. 1862 års beslut innebar att församlingens arbetsuppgifter fördelades på de båda nyskapade enheterna. Med tiden kom allt fler kyrkliga uppgifter att föras över till borgerligt kommunala eller statliga myndigheter. Fattigvården fördes över 1863. Folkskolorna togs, mellan 1903 och 1958, över av borgerliga myndigheter. 1924 blev den allmänna barnavården ett ansvar för den borgerliga kommunen. 1972 upphörde församlingens medlande roll vid skilsmässor. Folkbokföringen fördes över till Skatteverket 1991. Till sist upphörde lagstiftningen för de kyrkliga kommunerna att gälla 31 december 1999.
Den borgerliga och kyrkliga kommunen omfattade till största del samma territorium fram till storkommun-reformen 1952. Därefter har kommunindelningen förändrats genom omfattande sammanslagningar mellan 1952 och 1971 (se Kommunreformer i Sverige). Även den kyrkliga indelningen har, från slutet av 1900-talet och framåt, genomgått stora förändringar.  Vid sekelskiftet 1999/2000 fanns det 2523 församlingar, vilket också inkluderar stadsförsamlingar som aldrig motsvarat någon socken. 1 januari 2020 hade antalet församlingar sjunkit till 1329 i Sverige.

### Kyrksocknar och kommuner i Finland
Uppdelningen av socknens uppgifter mellan församlingarna och kommunerna inleddes med kommunallagen från 1865. De flesta kapellförsamlingarna inom en socken bildade en egen kommun och därmed också en egen självständig församling. Kommunen leddes av kommunalstämman och församlingen av kyrkostämman. 
Också i Finland kom övergången att ske stegvis. Redan år 1866 gavs folkskolförordningen som påbjöd grundandet av folkskolor inom kommunerna. År 1898 fastställde lantdagen att kommunerna skulle indelas i skoldistrikt och folkskolorna bli obligatoriska. De ambulerande kyrkliga skolorna blev därmed onödiga.  Ansvaret för fattigvården övertogs mycket snabbt av kommunerna. Några av de sista uppdelningarna skedde inom hemsjukvården och folkbokföringen. Genom folkhälsolagen 1972 upphörde diakonissornas ansvar för hemsjukvården och överfördes på kommunerna. Folkbokföringen i Finland var uppdelad på den lutherska kyrkan, den ortodoxa kyrkan och från Finlands självständighet skulle också övriga samfund föra register över sina medlemmar. År 1970 började staten överta den primära folkbokföringen från kyrkorna..

### Jordebokssocknen

#### Finland
I Finland fanns under medeltiden vid sidan av kyrksocknarna också förvaltningssocknar som var grundenheter för den världsliga förvaltningen. De kom till först under senmedeltiden: i Tavastland på 1370- och 1380-talet, i Egentliga Finland omkring år 1405 och i andra landskap senast på 1410-talet. I Egentliga Finland, Satakunta och på den nyländska kusten hade kyrksocknarnas gränser hävd och förvaltningssocknarnas gränser blev de samma som kyrksocknarnas. I inlandet och särskilt i Tavastland var gränserna för de två typerna av socknar olika, ibland till och med mycket olika. Förvaltningssocknarna var indelade i fjärdingar eller bol i Raseborgs och Åbo län. Socknarna bildade tingslag som hörde till fögderier och häraden.

#### Sverige
Genom Gustav Vasas administrativa reformer skapades i Sverige jordebokssocknar, som var underlag för beskattning. Dessas gränser avvek ibland från kyrksocknarnas. För att åtgärda detta inrättades den s.k. Oregelbundenhetskommittén 1882. Resultatet blev oftast att Svenska kyrkans församlingars gränser blev styrande.
Jordebokssocknen berördes inte av att kyrksocknen 1862 omvandlades till en kyrklig och en borgerlig kommun. Även fortsättningsvis utgjorde jordebokssocknen registerområde för fastighetsindelningen på landsbygden. När grundskatterna avskaffades miste förteckningen det mesta av sin betydelse och beslut fattades 13 juni 1908 att ersätta dessa med jord- och fastighetsregister. 1931 var uppläggningen av jordregistren klara. Formellt ersattes jordeböckerna 1 juli 1936 av ett jordregister, och jordebokssocknen ersattes då av en jordregistersocken. För städer och de flesta köpingar samt några municipalsamhällen fördes inte ett jordregister utan ett fastighetsregister. Genom fastighetsdatareformen, som genomfördes under åren 1976-1995, blev i stället kommunerna registerområden. Därmed upphörde jordregistersocknen att existera.
För lantmäteriets vidkommande ”frystes” den sockenindelning som fanns vid reformens genomförande. Denna indelning redovisas fortfarande på registerkartan i ett särskilt skikt men ändras alltså inte hädanefter. I Lantmäteriets ortnamnsdatabas och tjänst Kartsök har ortnamn som tidigare utgjort socknar ortnamnstypen bebyggelse.

### Sockenindelningens användning i Sverige idag
Ännu vid Statistiska centralbyråns senaste folkräkning 1990 var församlingen den minsta geografiska indelningen av Sverige. Efter relationsförändringen kyrka-stat år 2000 finns det ingen officiell sockenindelning. Kommuner och församlingar delas och slås samman utifrån aktuella behov i en takt som inte har setts sedan medeltidens indelning i territorialförsamlingar genomfördes. Därmed har ett behov uppstått i arkiv, register och statistik av en indelning på lokal nivå som är oföränderlig. Det ligger då nära till hands att anknyta till minnet av den traditionella kyrksocknen.
Detta är bakgrunden till att det nya begreppet distrikt infördes 1 januari 2016 som en statisk indelning av Sverige i 2523 territoriella områden som gäller tills vidare. Den används bland annat i fastighetsregistret och ersatte registrering av fastighetens församling. Distrikten utgörs av territoriella delområden av kommuner, som motsvarar de områden som Svenska kyrkans församlingar hade när Svenska kyrkan frigjordes från staten vid årsskiftet 1999/2000. Därigenom motsvarar distrikten till största delen de områden som kyrksocknarna och i viss mån stadsförsamlingarna hade när de omvandlades till kyrkliga respektive borgerliga kommuner 1863. Den traditionella kyrksocknen kan alltså sägas fortleva i en begränsad mening i form av dessa distrikt.
Jordregistren som ersatte de gamla jordeböckerna infördes i perioden mellan 1908 och 1931. Före den tiden följdes ändringar i sockengränser upp noggrant, efter den tiden lät man i många fall fastighetsbeteckningarna vara oberoende av sammanläggningar/uppdelningar. Mellan 1952 och 1973 skapades sedan storkommuner genom sammanläggning av landskommuner och i många fall upphörde då den geografiska identiteten mellan församling och borgerlig kommun.
Tydliga spår av sockenindelningen (landsortsförsamlingarna) såväl som stadsförsamlingarna kan ses i dagens indelning i valkretsar, postorter och kommundelar. De gamla sockennamnen används av dialektforskare, ortnamnsforskare, historiker och arkeologer. De används som registreringsenhet av bland annat Nordiska museet och inom botaniken används socknar för lokalangivelser. De svenska hembygdsföreningarna har mestadels socknen som grund för sitt verksamhetsområde. Liksom landskapen är socknarna en del av Sveriges immateriella kulturarv, som erbjuder möjlighet till en geografisk indelning som inte förändras över tid på det sätt som kommuner och församlingar gör.
Inom släktforskning används Svenska kyrkans församlingar (sådana de såg ut vid den utforskade tiden) som registreringsenhet, det vill säga socknarna och stadsförsamlingarna. Detta var en följd av att Svenska kyrkan hade ansvaret för Sveriges folkbokföring fram till 1 juli 1991, då Skatteverket tog över. Kyrkobokföringen har sitt ursprung i ministerialböckerna över församlingens dop, vigslar och begravningsgudstjänster. I 1686 år kyrkolag utvidgades kyrkobokföringen, och födelse, död, vigsel och in- och utflyttning registrerades i församlingens husförhörslängd, efter 1893 i en församlingsbok, vilken var uppdelade efter byar och orter.

#### Socknar inom svensk kulturmiljövård
Den svenska myndighet som kanske mer än någon annan har använt sig av socknen i sina register är Riksantikvarieämbetet. När Antikvarisk-topografiska arkivet (ATA) lades upp 1880 följdes Carl Martin Rosenbergs Geografiskt-statistiskt handlexikon öfver Sverige. Den grundläggande indelningsgrunden blev jordebokssocknen (senare jordregistersocknen), med landskap som överordnad indelning. Vid sekelskiftet 1900 hade rikets indelningar reglerats, så att jordregistersocknen sammanföll med kyrksocknen och därmed också i de allra flesta fall med landskommunen.
ATA:s system följde med vid uppläggningen av bland annat fornminnesregistret och registreringen inom Statens historiska museer. Trots att jordregistersocknen sedan dess har försvunnit från fastighetsregistret användes den fortfarande i ATA.
Numera har dock Riksantikvarieämbetet delvis börjat överge socknarna. I det nya Kulturmiljöregistret, som började sjösättas 2018, tilldelas de registrerade lämningarna inte längre någon identitet knuten till de gamla sockennamnen.

#### Symboler
Församlingarna hade förr sigill och i vissa fall används de fortfarande i bildform för respektive socken eller har ritats om till heraldiska vapen, som ibland används av hembygdsföreningar och i turistreklam.

## Socknar och motsvarande i andra delar av världen

### Socknar i Baltikum
Från början av 1200-talet invaderade svenska, danska och tyska herrar Estland i så kallade korståg, även om det tidigare till del redan var kristnat. I anslutning till dessa delades landet upp i det som kom att kallas socknar. Dessa användes både för kyrkliga och borgerliga frågor och saknade något som motsvarade sockenstämmor, istället finansierade verksamheten av storgodsherrar, som ägde stora delar av marken, och/eller av gårdar som hörde till socknen. Sockenindelningen byggde en äldre indelning i det som på estniska heter kihelkonnad. Detta är en geografisk indelning i ett stam-samhälle där man utbytt gisslan (Kihlad) mellan dessa grupper för att upprätthålla fred och samexistens. 1627 delades socknarna in i prosterier (innehållande flera församlingar). 1856 infördes kommuner och socknen relaterade enbart till kyrkliga frågor. Socknen som administrativ enhet upphörde slutgiltigt år 1920 efter det Estniska frihetskriget skildes administrativa och kyrkliga frågorna, vilket innebar kraftigt minskade inkomster för församlingarna, speciellt då även bönderna under pastoratsgodsen kunde köpa loss sina gårdar och kyrkan inte längre fick fasta avgifter för varje år.
Även i Lettland har till 2009 sockenbegreppet använts för administrativa enheter som hanterat både kyrkliga och civila frågor. Detta åtminstone sedan Lettlands lades under svensk administration på 1620-talet.

### Socknar i Kina
I Kina saknades länge fasta indelningar under häradsnivån. Först under 1900-talet fick köpingarna och socknarna, för landsbygdsområden,  en egen administrativ nivå i den officiella administrativa hierarkin, där dock socknarna saknade koppling till kyrkor och församlingar. I samband med kollektiviseringen av jordbruksmark samlades från 1958  socknarna i Folkkommun. Dessa ersattes i sin tur vid avkollektiviseringen från slutet av 1970-talet, formellt från 1982, av mindre administrativa enheter återigen kallade socknar för både köpingar och landsbygd.

### Socknar(parishes) i Storbritannien
I Storbritannien har deras administrativa enheter parish haft en likartad roll som socknar i Norden. Ur dessa bröts, på samma sätt som i Norden, ut Civil parish i mitten av 1800-talet för att ta hand om de mer borgerliga frågorna. Den kvarvarande enheten blev då mer renodlad orienterad mot kyrkliga frågor, jämförbart med Nordens församlingar.